# 에페보필리아

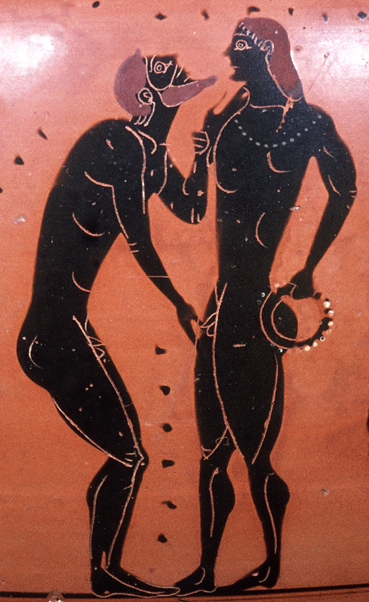

에페보필리아(Ephebophilia)는 사춘기 후기에 있는 청소년에게 성적 매력을 느끼는 증상을 일컫는 용어이다.

## 같이 보기
- 나이 차이와 성적 관계
- 에이지플레이
- 쿠거 (속어)
- 미성년자 성매매
- 헤베필리아